# Abbaye de Chiaravalle di Fiastra
Pour les articles homonymes, voir Monastère de Clairvaux.
Ne doit pas être confondu avec Abbaye de Chiaravalle della Colomba ou Abbaye de Chiaravalle de Milan.
L'abbaye de Chiaravalle di Fiastra est une abbaye cistercienne située à Tolentino, dans la province de Macerata (Marches, Italie). Fondée en 1098 en tant que communauté bénédictine, elle s'affilie dès 1142 à l'ordre cistercien. Fermée en 1624, elle connaît entre 1985 et 2018 une nouvelle période monastique avec une communauté cistercienne.

## Localisation
L'abbaye est située dans la vallée de la Fiastra (it), environ cinq kilomètres en amont avant son confluent avec le Chienti.
L'édifice est inclus depuis le 18 juin 1984 au milieu de la Réserve naturelle de l'abbaye de Fiastra, dont une partie est constituée d'une réserve intégrale.

## Histoire

### Fondation
En 1141 ou 1142 (ces deux dates étant sujettes à controverse), Guarniero II (it), duc de Spolète, donne aux cisterciens de Chiaravalle de Milan une grande étendue de terrain située entre le Chienti et son principal affluent la Fiastra (it). Selon la tradition de l'ordre, les moines arrivent au nombre de douze, sans compter leur abbé, le 29 novembre, qui est retenu par les historiens de l'Ordre comme date de fondation du monastère. La construction commence immédiatement et utilise notamment des pierres provenant des ruines romaines de la ville d'Urbs Salvia, partiellement détruite par les Wisigoths sous la conduite d'Alaric Ier en 408-409. Ils commencent également à assainir les marécages de la région,.

### Moyen Âge
Rapidement, l'abbaye est placée sous la protection du pape, notamment sous Eugène III, par la bulle Praeceptus libertatis, mais aussi des empereurs germaniques, depuis Henri IV jusqu'à Frédéric II. L'abbaye florissante fonde six granges durant les trois premiers siècles de son existence ; son rayonnement s'étend sur trente-trois paroisses et autres dépendances. Une collection assez importante de 3 194 manuscrits connus sous le nom de Carte Fiastrensi (« Charte de Fiastra ») est conservée aux archives nationales italiennes,.

### Déclin, changement de communauté et disparition
En 1422, les troupes de Braccio da Montone détruisent le toit de l'église et le clocher et pillent l'abbaye. Peu après, en 1456, l'abbaye tombe en commende, et est placée sous les responsabilités successives de huit cardinaux, le premier d'entre eux étant Ricardo Borgia, le futur Alexandre VI et le dernier Ascanio Sforza. En 1581, le pape cède l'abbaye aux jésuites. Après la suppression de la Compagnie en 1773, l'abbaye est cédée au marquis Bandini,.

### Création de la Réserve et rétablissement d'une communauté monastique
Le dernier héritier de la famille Bandini, Sigismondo, fait construire en 1936 une résidence de style néo-classique du côté méridional du cloître. À sa mort en 1963, il cède l'intégralité du terrain à la Giustiniani-Bandini Foundation, pour en faire une réserve naturelle. En 1985, les moines cisterciens rétablissement la vie monastique à Chiaravalle. Le 5 août 2018, la communauté quitte le monastère,.

## Images

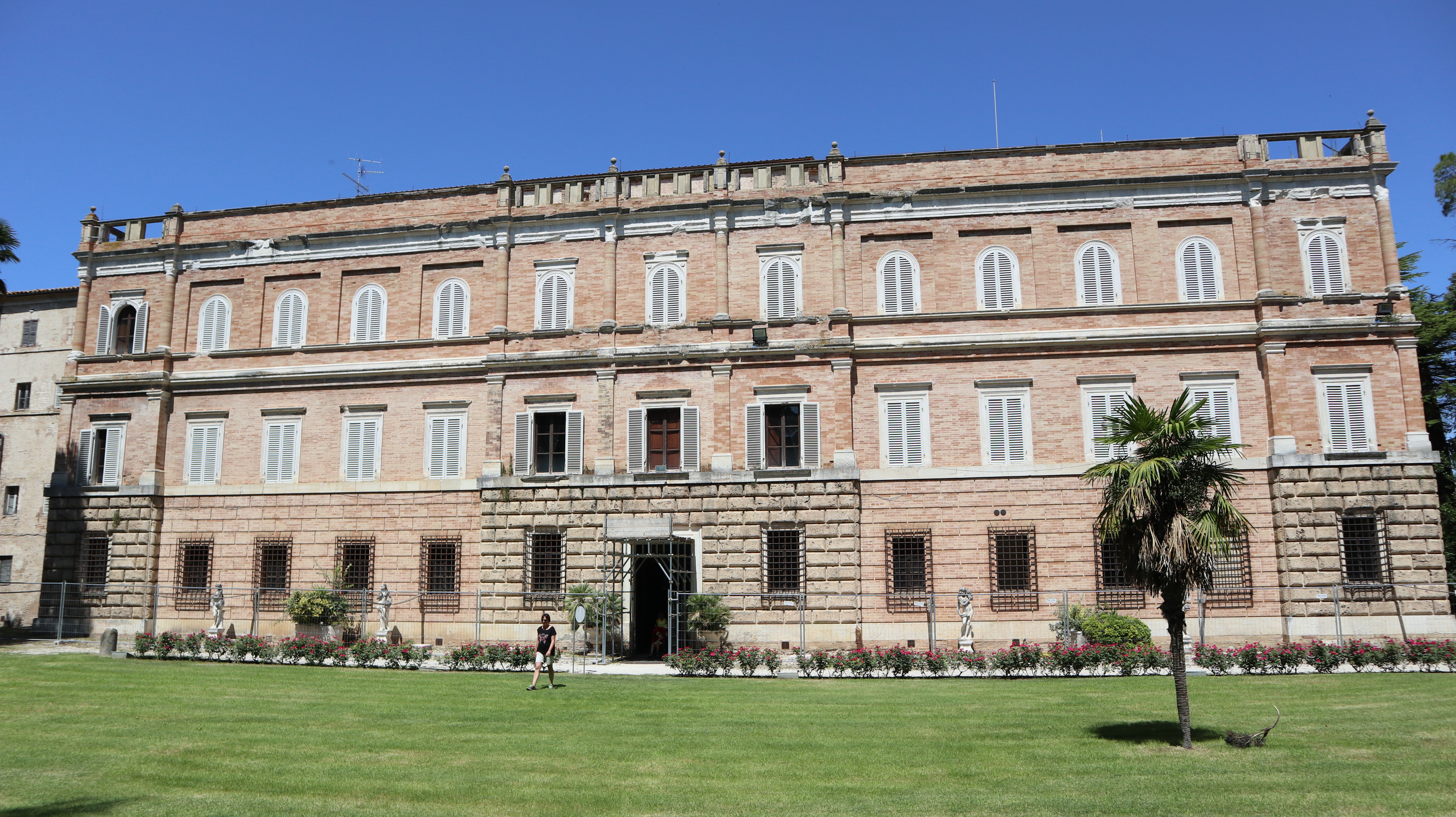
La villa néoclassique de Sigismondo Bandini.
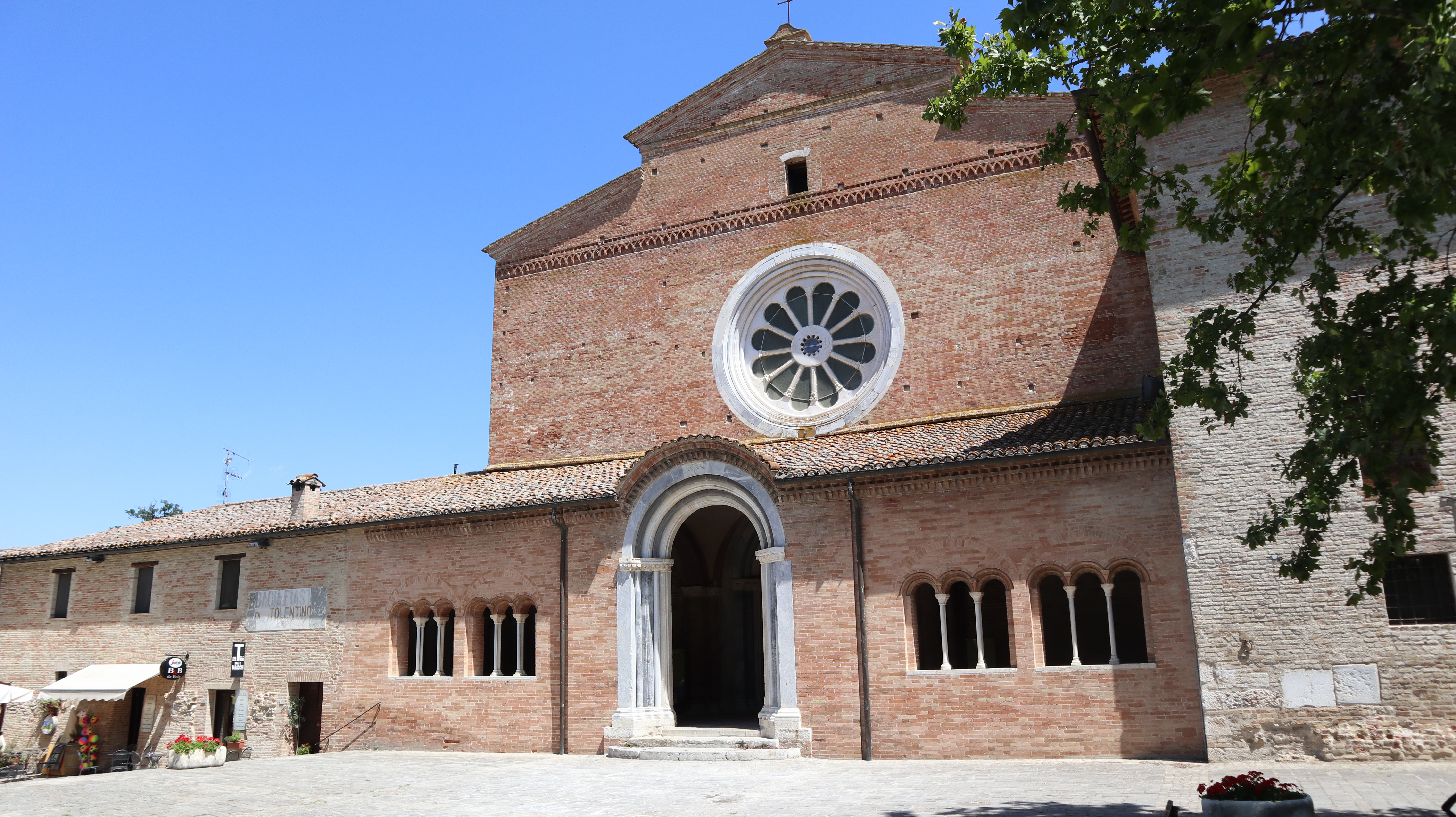
La façade de l'église abbatiale.
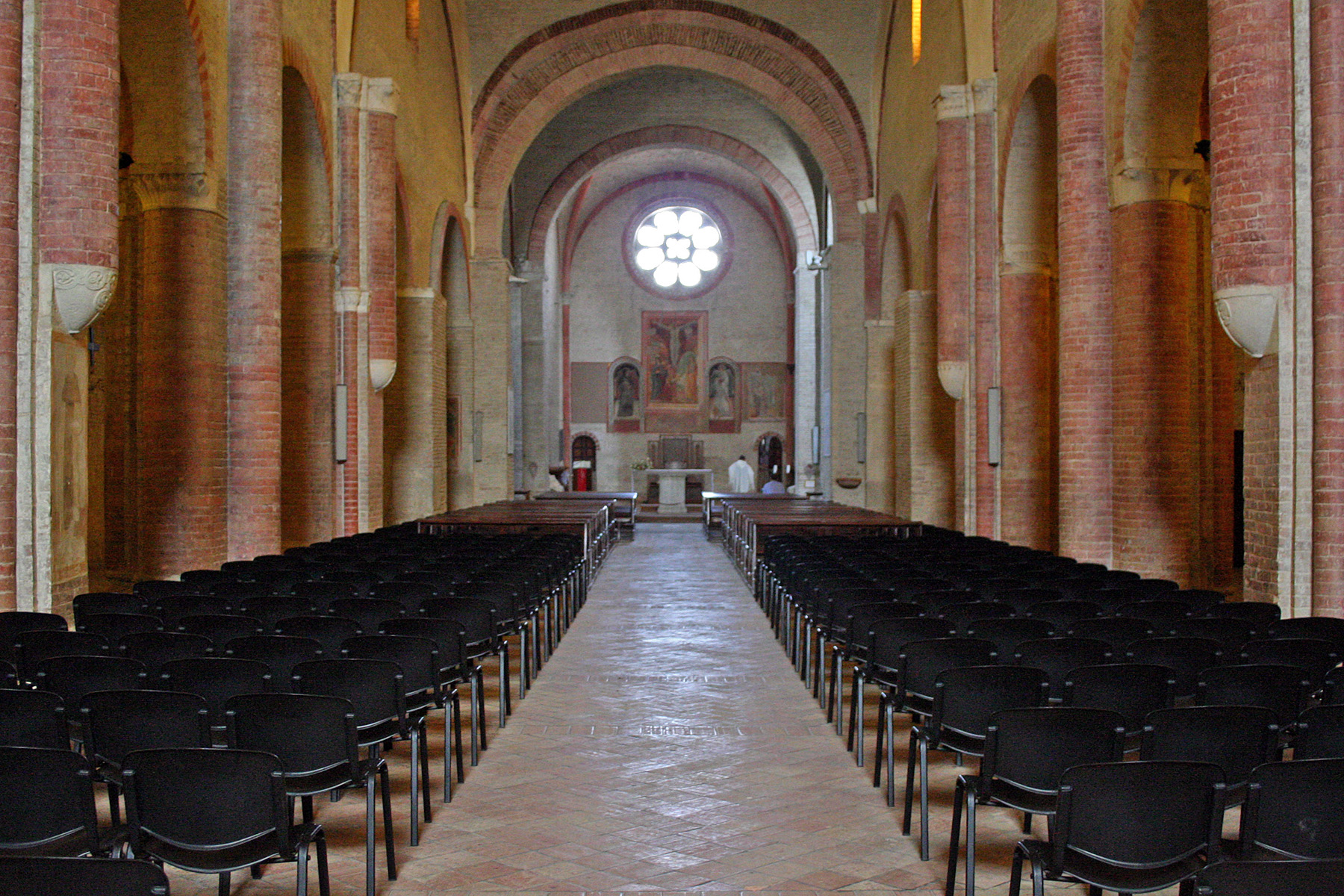
La nef de l'église abbatiale.